# 2000年夏季残疾人奥林匹克运动会新西兰代表团
2000年夏季残疾人奥林匹克运动会新西兰代表团是新西兰派出的2000年夏季残疾人奥林匹克运动会代表团。获得6枚金牌、8枚银牌和4枚铜牌。